# Anna Mönikes
Anna Mönikes, geb. Wilkes (* 16. August 1905 in Plaidt; † 22. Mai 1995) war eine deutsche Pädagogin und Politikerin (CDU).

## Leben und Beruf
Mönikes arbeitete von 1932 bis 1947 als Volks- und Hauptschullehrerin. Später war sie Hausfrau.

## Partei
Mönikes war seit 1960 Mitglied der CDU.

## Abgeordnete
Mönikes war Kreistagsmitglied des Kreises Ahrweiler. Dem Deutschen Bundestag gehörte sie vom 12. Oktober 1967 bis 1969 an, als sie für den verstorbenen Abgeordneten Hermann Reinholz nachrückte. Sie war über die Landesliste Rheinland-Pfalz ins Parlament eingezogen.
| Personendaten    | Personendaten                                 |
| ---------------- | --------------------------------------------- |
| NAME             | Mönikes, Anna                                 |
| ALTERNATIVNAMEN  | Wilkes, Anna (Geburtsname)                    |
| KURZBESCHREIBUNG | deutsche Pädagogin und Politikerin (CDU), MdB |
| GEBURTSDATUM     | 16. August 1905                               |
| GEBURTSORT       | Plaidt                                        |
| STERBEDATUM      | 22. Mai 1995                                  |